# Julieta Amaral
Julieta Amaral (Rio Grande, 8 de outubro de 1962 — Rio Grande, 25 de outubro de 2024) foi uma jornalista brasileira.

## Biografia e carreira
Formada pela Universidade Católica de Pelotas, Julieta começou sua carreira jornalística aos 18 anos como revisora no Jornal Agora, e também no Cassino do Sol, da praia do Cassino. Foi também correspondente do jornal Correio do Povo, de Porto Alegre. Em 1987, foi para a RBS TV Rio Grande, onde por 29 anos, foi repórter, coordenadora e apresentadora do Jornal do Almoço local, tornando-se a primeira jornalista negra a apresentar um telejornal no Rio Grande do Sul. Amaral permaneceu na emissora até 2016, quando decidiu dedicar-se à assessoria de imprensa.

## Morte
Faleceu aos 62 anos, em 25 de outubro de 2024. Amaral lutava contra um câncer severo no pâncreas, quando sofreu complicações que a levaram a óbito.